# Росоховатец (Подволочисская поселковая община)
Росоховатец (укр. Росохуватець) — село в Подволочисской поселковой общине Тернопольского района Тернопольской области Украины.
До 2020 года входило в Подволочисский район.
Население по переписи 2001 года составляло 331 человек. Почтовый индекс — 47831. Телефонный код — 3543.